# В поисках Ричарда
«В поисках Ричарда» — американский независимый фильм 1996 года, экранизация пьесы Уильяма Шекспира «Ричард III». Режиссёрский дебют Аль Пачино. В 1996 году фильм был продемонстрирован на кинофестивале «Сандэнс» и Каннском кинофестивале. Является частью бокс-сета под названием «Аль Пачино: Актёрский взгляд», в который кроме него входят фильмы «Местный стигматик» и «Китайский кофе».

## Сюжет
Этот оригинальный фильм является экранизацией отдельных сцен пьесы Шекспира и рассмотрение роли великого драматурга в современной массовой культуре. Актёры играют и самих себя и шекспировских персонажей, разыгрывают сцены из пьесы, и, кроме того, комментируют свои роли. Фильм, кроме того, включает интервью, взятые у обыкновенных людей с улицы.

## В ролях
- Аль Пачино — Ричард III, в роли самого себя
- Пенелопа Аллен — Елизавета Вудвилл, в роли самой себя
- Харрис Юлин — Эдуард IV, в роли самого себя
- Кевин Спейси — Генри Стаффорд, 2-й герцог Букингемский, в роли самого себя
- Вайнона Райдер — Анна Невилл, в роли самой себя
- Кевин Конуэй — Уильям Гастингс, 1-й барон Гастингс, в роли самого себя
- Джули Морет — Джейн Шор, в роли самой себя
- Эстель Парсонс — Маргарита Анжуйская, в роли самой себя
- Алек Болдуин — Джордж Плантагенет, 1-й герцог Кларенс, в роли самого себя
- Айдан Куинн — Генрих VII, в роли самого себя